# Canal Terror
Canal Terror (auch Canalterror) war eine deutsche Punkband aus Bonn, die 1980 gegründet wurde.

## Geschichte
1980 waren die Gründungsmitglieder Tommy, Volker und Dominik zwischen 15 und 17 Jahre alt; im folgenden Jahr kam der damals 14-jährige Rainer Banse als Schlagzeuger hinzu.
1981 erschienen die ersten Demoaufnahmen und ein Super-8-Film, auf dem sie das erste Mal ihr später populärstes Lied Staatsfeind vorstellten. Im Dezember beteiligte sich die Band am Sampler Soundtracks zum Untergang 2 von Aggressive Rockproduktionen (AGR). Canal Terror spielten in diesem Jahr auch ihre ersten Konzerte außerhalb von Köln und Bonn, u. a. mit Black Flag, Minutemen, Slime, OHL. Weitere Demotapes wurden in den folgenden zwei Jahren veröffentlicht.
Im Dezember 1982 wurde die LP Zu spät für AGR aufgenommen, erschien wegen Differenzen mit Label-Chef Karl-Ulrich Walterbach bezüglich der Titelliste aber erst im Frühjahr 1983.
1983 verließ Tommy die Band nach internen Streitigkeiten und Rainer wechselte ans Mikrofon. Ex-Toxoplasma-Bassist Stefan stieß als neuer Schlagzeuger zur Band. Mit Frank Glienke („KutA“) wurde für einige Konzerte ein zweiter Gitarrist an Bord geholt, „KutA“ verließ die Band jedoch sehr bald wieder. Die Gruppe trat u. a. mit Razzia, Inferno, Neurotic Arseholes, Boskops, den Ärzten und Toxoplasma auf und die Aufnahmen zum Sampler Underground Hits 2 entstanden. Später kam es zu Streitigkeiten, woraufhin zunächst Dominik und dann auch Volker die Band verließen. Canal Terror wurde noch bis 1984 von Rainer und Stefan mit anderen Mitgliedern fortgeführt. Auf dem holländischen Sampler Babylon bleibt fahren wurde der Song Staatsfeind in einer Live-Version veröffentlicht, bevor sich die Band endgültig auflöste.
Im Dezember 1991 gab die Band nahezu in Originalbesetzung ein einmaliges Konzert in der Bonner Biskuithalle, gemeinsam mit Toxoplasma, Die Skeptiker und der britischen Band Urge.
1992 erschienen die Aufnahmen des Reunionskonzertes vom Vorjahr unter dem Titel Canal Terror – Live in Bonn. Die LP Zu spät wurde nunmehr auch als CD von AGR neu aufgelegt. Ebenfalls auf Aggressive Rockproduktionen erschien der erste Teil des Samplers Deutschpunk Kampflieder mit drei Titeln von Canal Terror, die umbenannt wurden und zu deren Veröffentlichung die Band keine Einwilligung gegeben hatte. In einem Prozess gegen AGR sicherte sich die Band die Rechte an ihren Songs.
1997 erschien die offizielle Wiederveröffentlichung des Debüts mit dem Titel Saufbauch vom Sampler Bollocks to the Gonads – Here’s the Testicles als Bonus.

## Sonstiges
- Tommy singt seit 1986 bei Molotow Soda.
- Dominik spielte seit Canal Terror u. a. bei den Punkbands F.F.F., The Puke und The Gee Strings. Aktuell spielt er Bass bei Molotow Soda (seit 1998), Bass bei der Punkband 1982 (seit 1999) und Gitarre bei der Punkband Fucking Angry (seit 2016).
- KutA spielte ebenfalls von 1987 bis 1992 bei Molotow Soda und seit 1989 bei Dirty Deeds ’79.
- Stefan spielt seit der Reunion im Jahre 2004 wieder bei Toxoplasma.
- Die APPD nutzte den Song Saufbauch in einem Wahlwerbespot zur Bundestagswahl 1998.[2]

## Diskografie

### Alben
- 1983: Zu spät (LP, Aggressive Rockproduktionen)
- 1992: Live in Bonn (LP/CD/VHS, Red Rossetten Records)

### Inoffizielle Veröffentlichungen
- 1981: Live in Bonn 1981 (MC, Anti Hero Tapes)
- 1983: Live in Bonn 30. April 1983 (MC, Vollsuff Tapes)
- o. J.: Demos 1981 - 83 (MC)

### Sampler
- 1982: Soundtracks zum Untergang 2
- 1983: Bollocks to the Gonads – Here's the Testicles
- 1984: Underground Hits 2
- 1985: Babylon bleibt fahren
- 1989: Deutschpunk Kampflieder